# Jean Bullant

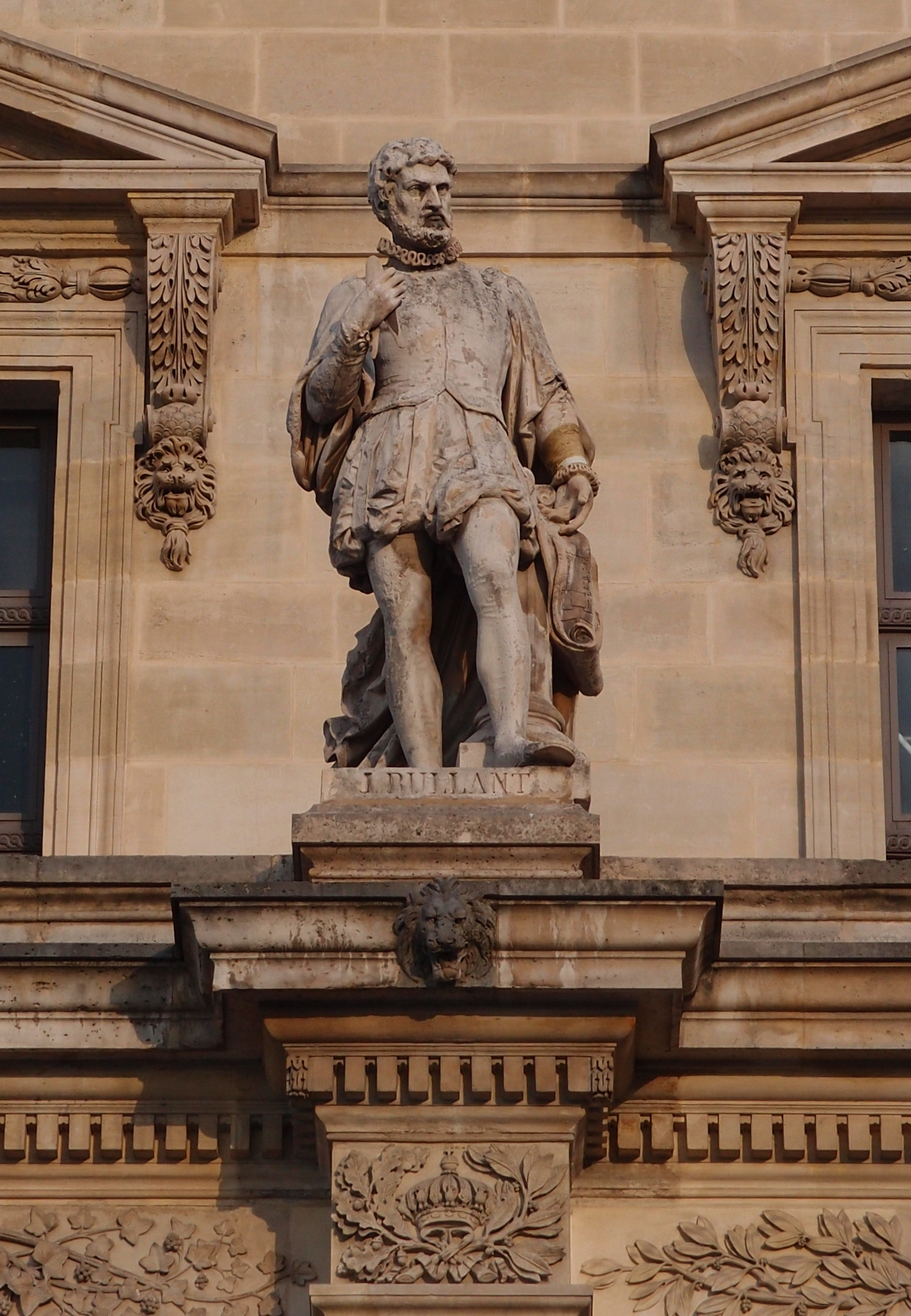
Statue des französischen Architekten und Architekturtheoretikers Jean Bullant (um 1520–1578) am Louvre in Paris

Jean Bullant (* um 1520 vermutlich in Amiens; † 13. Oktober 1578 in Écouen)
war ein französischer Architekt und Architekturtheoretiker.
Als einer der bedeutendsten Vertreter der Renaissancebaukunst Frankreichs zählt er neben Pierre Lescot und Philibert Delorme zu den Begründern jener klassizistischen Formensprache, die die französische Architektur des 16. und 18. Jahrhunderts geprägt hat.

## Leben
Bullant lernte sein Handwerk in Rom, wo er einige Jahre verbrachte. 1545 kehrte er nach Paris zurück und trat in den Dienst des Connétable Anne de Montmorency, in dessen Auftrag er die Schlösser in Fère-en-Tardenois (um 1537–40), Écouen (um 1540–53) und Chantilly (um 1560) errichtete. 1557 wurde er zum „Contrôleur des bâtiments du roi“ ernannt. Nach dem Tod des Connétable im Jahr 1567 trat Bullant in den Dienst der Königinwitwe Katharina von Medici. In deren Auftrag übernahm er um 1576 die Leitung am Ausbau des Schlosses Chenonceau. 1571 bis 1574 übertrug ihm König Heinrich III. die Bauleitung an den Schlössern Fontainebleau und Chambord. Mit seinen Schriften Règle générale d’Architecture (1563) und Petit Traicté de Géométrie (1564) trat Bullant auch als einflussreicher Architekturtheoretiker hervor.

## Einzelbelege
1. ↑  Jean Bullant. In: BnF

| Personendaten    | Personendaten           |
| ---------------- | ----------------------- |
| NAME             | Bullant, Jean           |
| KURZBESCHREIBUNG | französischer Architekt |
| GEBURTSDATUM     | um 1520                 |
| GEBURTSORT       | unsicher: Amiens        |
| STERBEDATUM      | 13. Oktober 1578        |
| STERBEORT        | Écouen                  |